# Helmut Millonig
Helmut Millonig (* 19. November 1928 in Wattens) ist ein österreichischer Künstler.

## Leben
Helmut Millonig wurde 1928 als zweiter Sohn eines Architekten in der Tiroler Marktgemeinde Wattens geboren. Er wurde von Fritz Wotruba und Herbert Boeckl geschult.
Sein erster öffentlicher Auftrag war 1953 die Herstellung der großen Plastik des Hl. Nikolaus in Innsbruck aus Veroneser Marmor. Mit den ersten Ausstellungen in Frankfurt am Main gelang ihm Mitte der 1950er Jahre der Durchbruch. 1987 Verleihung des akademischen Titels (Professor).
Bewunderer schätzen an Helmut Millonig, dass es ihm gelänge, Tiere in Bewegung so darzustellen, dass der Betrachter das Gefühl habe, diese seien lebendig.
Helmut Millonig verbindet eine enge Partnerschaft mit dem Innsbrucker Alpenzoo. Einige Tierskulpturen machen den Rundgang durch den Zoo zu einem kleinen Kunsterlebnis.

## Werke

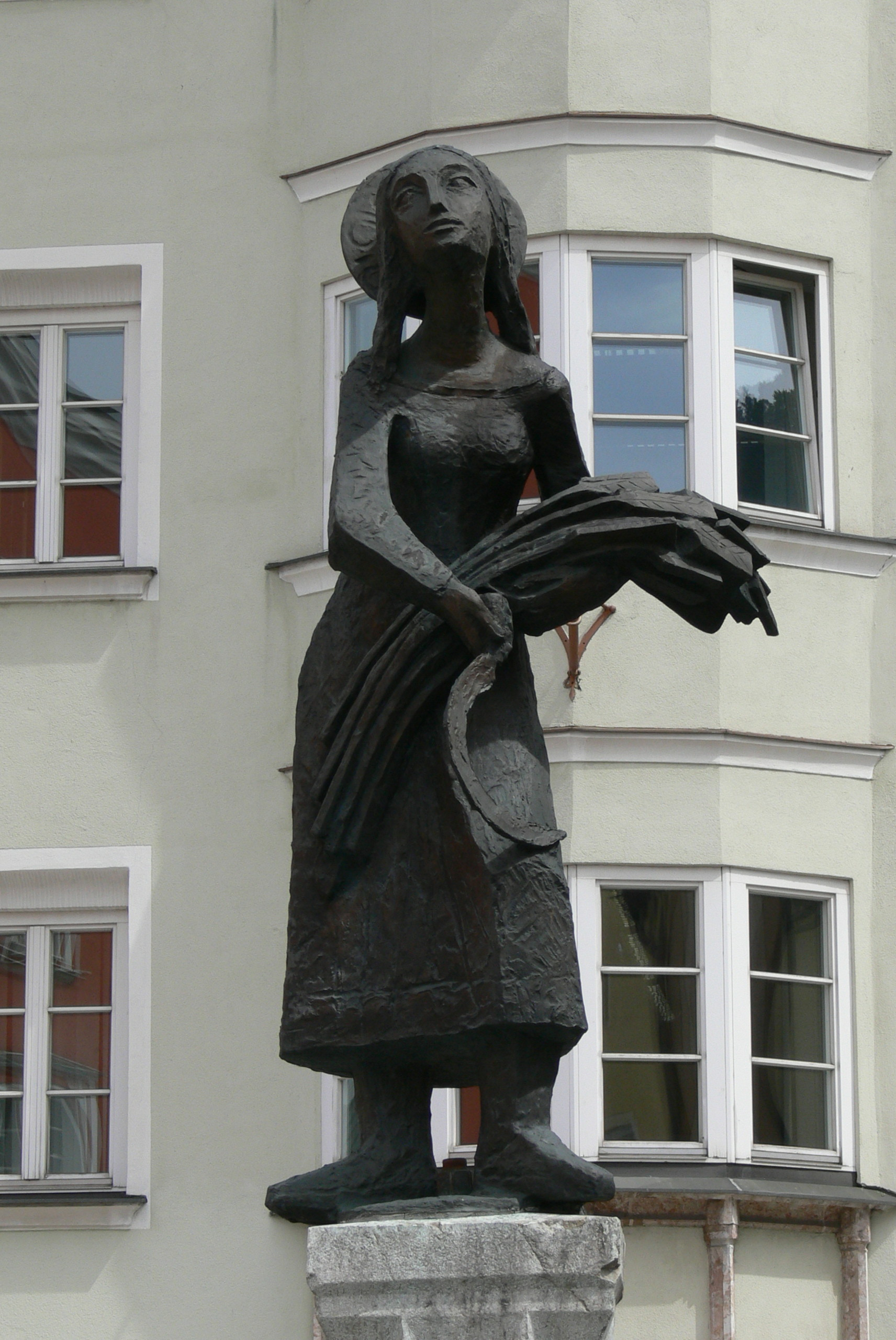
Notburgabrunnen in Rattenberg (1970)

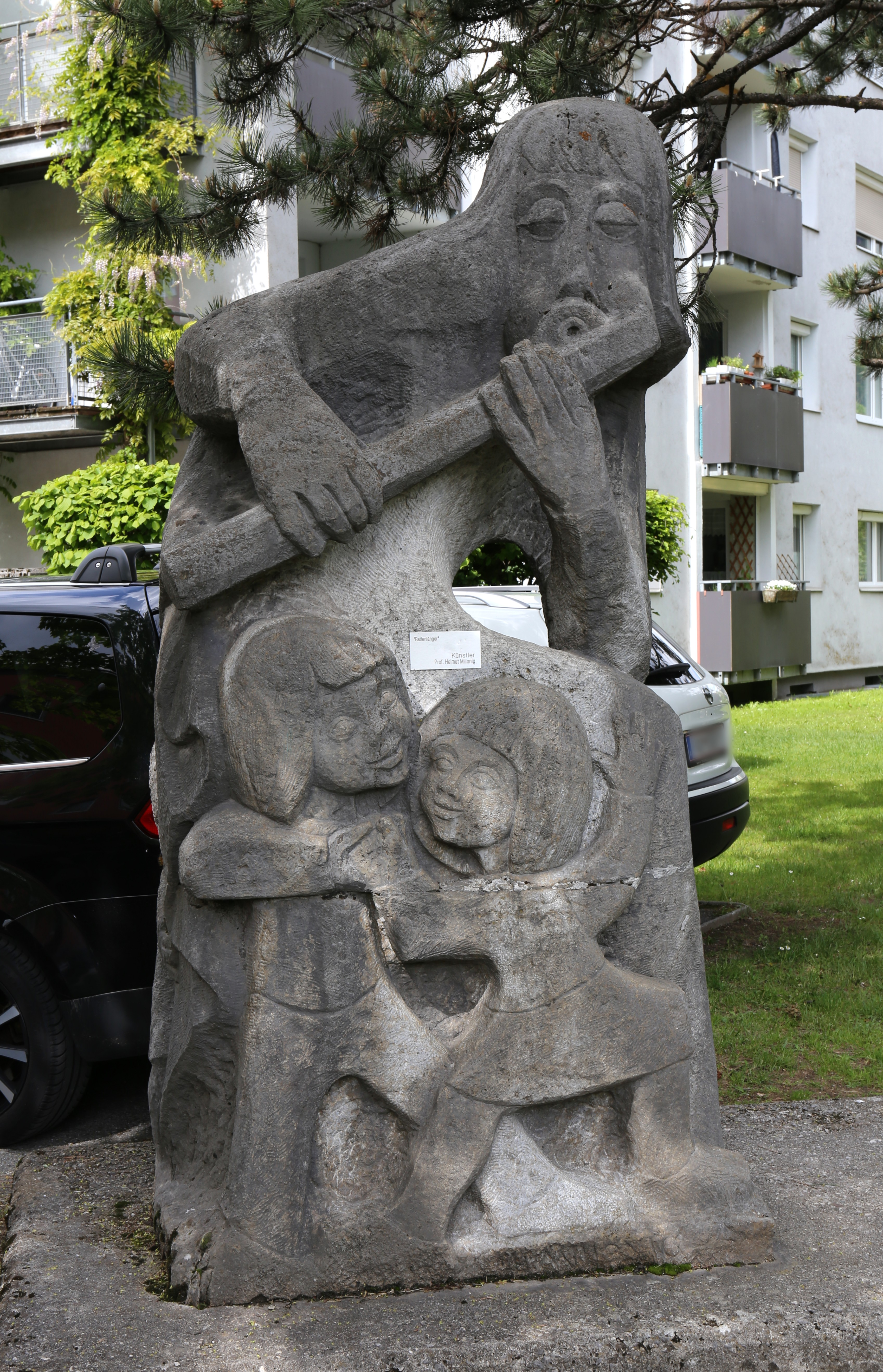
Rattenfänger in Kufstein-Endach (1972)

- 1960 die Bärenmutter in Innsbruck (Veroneser Marmor, H 130 cm)
- 1964 Schwäne, Altersheim Innsbruck-Pradl, Bronze 170 vm
- 1966 und 1969 der Hl. Christophorus in Strass und Rattenberg
- 1970 Hl. Notburga, Stadtbrunnen Rattenberg, Bronze, 180 cm
- 1972 der Rattenfänger in Kufstein (Muschelkalk)
- 1973 "Fliegende Wildgänse" in Innsbruck/Reichenau
- 1974 "Raufende Bären, Brunnenanlage, Kindergarten Reutte
- 1979 Zwei Studierende; Pädagogische Akademie, Innsbruck, Marmor
- 1979 Riese, Innsbruck Reichenau, 3 m Höhe, Spielplastik
- 1981 Bären, Brunnenanlage Kinderklinik Innsbruck, Brekzie
- 1983 "Fünf spielende Buben", Hauptschule Hötting-West
- 1986 Betonglasfenster, Arlberg Straßentunnel, Betr.-Geb.
- 1986 Drei Gänse, Brunnenanlage Angergasse, Innsbruck
- 1991 Brunnenfigur des hl. Bruder Konrad, Konradbrunnen, Gries am Brenner[1]

 Gewonnene Wettbewerbe:
- 1964 Altersheim Innsbruck (Ausführung)
- 1973 Altersheim Hötting (Ausführung)
- 1975 Sparkasse Filiale Mariahilf (Ausführung)
- 1975 Brunnen Reutte (Ausführung)
- 1978 Sparkasse Matrei (Ausführung)
- 1981 1. Preis Sparkasse Wien
- 1985 Brunnenwettbewerb für 4 Brunnen
- 1986 ASTAG, Gestaltung der Eingangshalle